# Piłkarski Turniej na Cyprze 2001
Piłkarski Turniej na Cyprze 2001 – turniej towarzyski na Cyprze rozegrano po raz piąty w 2001 roku. Uczestniczyły w nim cztery reprezentacje narodowe: gospodarzy, Rumunii, Litwy i Ukrainy.

## Mecze

### Półfinały
| 26 lutego Nikozja Cypr |  | Rumunia | 1 | - | 0, po dogrywce (0-0, 0-0) | Ukraina |

| 26 lutego Limassol |  | Cypr | 1 | - | 2 (1-0) | Litwa |

### O trzecie miejsce
| 28 lutego Limassol |  | Cypr | 4 | - | 3, po dogrywce (3-3, 2-1) | Ukraina |

### Finał
| 28 lutego Nikozja Cypr |  | Litwa | 0 | - | 3 (0-2) | Rumunia |  |

Triumfatorem piłkarskiego turnieju na Cyprze 2001 została reprezentacja Rumunii.